# Бандальос-і-л'Успіталет-да-л'Інфан
Бандальо́с-і-л'Успітале́т-да-л'Інфа́н (кат. Vandellòs i l'Hospitalet de l'Infant, вимова літературною каталанською [βəndə'ʎos i łʊspɪtə'łɛt də łiɱ'fan]) — муніципалітет, розташований в Автономній області Каталонія, в Іспанії. Код муніципалітету за номенклатурою Інституту статистики Каталонії — 431628. Знаходиться у районі (кумарці) Баш-Камп (коди району — 08 та BC) провінції Таррагона, згідно з новою адміністративною реформою перебуватиме у складі баґарії (округи) Камп-да-Таррагона.

## Назва муніципалітету
Назва муніципалітету походить від лат. valle de lauris, лат. hospĭtāle — «лісовий прихисток», лат. infante — «немовля».

## Населення
Населення міста (у 2007 р.) становить 5.420 осіб (з них менше 14 років — 13,9 %, від 15 до 64 — 71,1 %, понад 65 років — 14,9 %). У 2006 р. народжуваність склала 36 осіб, смертність — 47 осіб, зареєстровано 18 шлюбів. У 2001 р. активне населення становило 2.047 осіб, з них безробітних — 193 особи.
Серед осіб, які проживали на території міста у 2001 р., 2.976 народилися в Каталонії (з них 1.706 осіб у тому самому районі, або кумарці), 1.209 осіб приїхало з інших областей Іспанії, а 188 осіб приїхало з-за кордону.
Вищу освіту має 13,3 % усього населення.
У 2001 р. нараховувалося 1.478 домогосподарств (з них 18,5 % складалися з однієї особи, 24,5 % з двох осіб,20,4 % з 3 осіб, 23,3 % з 4 осіб, 8,6 % з 5 осіб, 3,6 % з 6 осіб, 0,5 % з 7 осіб, 0,3 % з 8 осіб і 0,3 % з 9 і більше осіб).
Активне населення міста у 2001 р. працювало у таких сферах діяльності: у сільському господарстві — 2,5 %, у промисловості — 25,4 %, на будівництві — 11,8 % і у сфері обслуговування — 60,4 %.
У муніципалітеті або у власному районі (кумарці) працює 2.294 особи, поза районом — 676 осіб.

### Безробіття
У 2007 р. нараховувалося 135 безробітних (у 2006 р. — 148 безробітних), з них чоловіки становили 49,6 %, а жінки — 50,4 %.

## Економіка

### Підприємства міста

#### Промислові підприємства
| \| Промислові підприємства міста, за сферою діяльності \| Промислові підприємства міста, за сферою діяльності \| Промислові підприємства міста, за сферою діяльності \| \| Рік \| 2002 р. \| 2001 р. \| \| --------------------------------------------------- \| --------------------------------------------------- \| --------------------------------------------------- \| \| Енергетичні та водні ресурси \| 12,5 % \| 12 % \| \| Хімія та метали \| 8,3 % \| 8 % \| \| Переробка металів \| 33,3 % \| 40 % \| \| Продукти харчування \| 16,7 % \| 16 % \| \| Текстиль \| 4,2 % \| 4 % \| \| Виробництво меблів, видання \| 20,8 % \| 16 % \| \| Інше \| 4,2 % \| 4 % \| \| Усього підприємств \| 24 \| 25 \| |         |         |
| Промислові підприємства міста, за сферою діяльності |         |         |
| Рік | 2002 р. | 2001 р. |
| Енергетичні та водні ресурси | 12,5 %  | 12 %    |
| Хімія та метали | 8,3 %   | 8 %     |
| Переробка металів | 33,3 %  | 40 %    |
| Продукти харчування | 16,7 %  | 16 %    |
| Текстиль | 4,2 %   | 4 %     |
| Виробництво меблів, видання | 20,8 %  | 16 %    |
| Інше | 4,2 %   | 4 %     |
| Усього підприємств | 24      | 25      |

#### Роздрібна торгівля
| \| Підприємства роздрібної торгівлі міста, за сферою діяльності \| Підприємства роздрібної торгівлі міста, за сферою діяльності \| Підприємства роздрібної торгівлі міста, за сферою діяльності \| \| Рік \| 2002 р. \| 2001 р. \| \| ------------------------------------------------------------ \| ------------------------------------------------------------ \| ------------------------------------------------------------ \| \| Продукти харчування \| 31,8 % \| 33 % \| \| Одяг та взуття \| 13,1 % \| 13,2 % \| \| Товари для дому \| 14 % \| 13,2 % \| \| Книги та періодичні видання \| 2,8 % \| 4,7 % \| \| Промислова хімічна продукція \| 8,4 % \| 8,5 % \| \| Продукція, пов'язана з транспортними засобами \| 4,7 % \| 3,8 % \| \| Інше \| 25,2 % \| 23,6 % \| \| Усього підприємств \| 107 \| 106 \| |         |         |
| Підприємства роздрібної торгівлі міста, за сферою діяльності |         |         |
| Рік | 2002 р. | 2001 р. |
| Продукти харчування | 31,8 %  | 33 %    |
| Одяг та взуття | 13,1 %  | 13,2 %  |
| Товари для дому | 14 %    | 13,2 %  |
| Книги та періодичні видання | 2,8 %   | 4,7 %   |
| Промислова хімічна продукція | 8,4 %   | 8,5 %   |
| Продукція, пов'язана з транспортними засобами | 4,7 %   | 3,8 %   |
| Інше | 25,2 %  | 23,6 %  |
| Усього підприємств | 107     | 106     |

#### Сфера послуг
| \| Підприємства міста, що працюють у сфері послуг, за діяльністю \| Підприємства міста, що працюють у сфері послуг, за діяльністю \| Підприємства міста, що працюють у сфері послуг, за діяльністю \| \| Рік \| 2002 р. \| 2001 р. \| \| ------------------------------------------------------------- \| ------------------------------------------------------------- \| ------------------------------------------------------------- \| \| Гуртова торгівля \| 4,6 % \| 4,7 % \| \| Готелі та готельний бізнес \| 30,7 % \| 30,8 % \| \| Транспорт та зв'язок \| 13,8 % \| 13,3 % \| \| Посередницькі фінансові послуги \| 3,7 % \| 3,8 % \| \| Послуги підприємствам \| 7,3 % \| 8,1 % \| \| Послуги фізичним особам \| 24,3 % \| 24,6 % \| \| Нерухомість та ін. \| 15,6 % \| 14,7 % \| \| Усього підприємств \| 218 \| 211 \| |         |         |
| Підприємства міста, що працюють у сфері послуг, за діяльністю |         |         |
| Рік | 2002 р. | 2001 р. |
| Гуртова торгівля | 4,6 %   | 4,7 %   |
| Готелі та готельний бізнес | 30,7 %  | 30,8 %  |
| Транспорт та зв'язок | 13,8 %  | 13,3 %  |
| Посередницькі фінансові послуги | 3,7 %   | 3,8 %   |
| Послуги підприємствам | 7,3 %   | 8,1 %   |
| Послуги фізичним особам | 24,3 %  | 24,6 %  |
| Нерухомість та ін. | 15,6 %  | 14,7 %  |
| Усього підприємств | 218     | 211     |

## Житловий фонд
У 2001 р. 6 % усіх родин (домогосподарств) мали житло метражем до 59 м2, 36,3 % — від 60 до 89 м2, 35,8 % — від 90 до 119 м2 і
21,9 % — понад 120 м2.
З усіх будівель у 2001 р. 46,6 % було одноповерховими, 34,4 % — двоповерховими, 11,1 % — триповерховими, 4,1 % — чотириповерховими, 3,1 % — п'ятиповерховими, 0,4 % — шестиповерховими,
0,1 % — семиповерховими, 0,2 % — з вісьмома та більше поверхами.

## Автопарк
| \| Автомобілі, зареєстровані у місті, за призначенням \| Автомобілі, зареєстровані у місті, за призначенням \| Автомобілі, зареєстровані у місті, за призначенням \| \| Рік \| 2006 р. \| 2005 р. \| \| -------------------------------------------------- \| -------------------------------------------------- \| -------------------------------------------------- \| \| Приватні автомобілі \| 65,4 % \| 65,4 % \| \| Мотоцикли \| 9,8 % \| 9,6 % \| \| Вантажівки \| 21,3 % \| 21,7 % \| \| Трактори \| 0,2 % \| 0,2 % \| \| Автобуси та ін. \| 3,2 % \| 3,2 % \| \| Усього автомобілів \| 4.571 шт. \| 4.347 шт. \| |           |           |
| Автомобілі, зареєстровані у місті, за призначенням |           |           |
| Рік | 2006 р.   | 2005 р.   |
| Приватні автомобілі | 65,4 %    | 65,4 %    |
| Мотоцикли | 9,8 %     | 9,6 %     |
| Вантажівки | 21,3 %    | 21,7 %    |
| Трактори | 0,2 %     | 0,2 %     |
| Автобуси та ін. | 3,2 %     | 3,2 %     |
| Усього автомобілів | 4.571 шт. | 4.347 шт. |

## Вживання каталанської мови
У 2001 р. каталанську мову у місті розуміли 96,6 % усього населення (у 1996 р. — 97,2 %), вміли говорити нею 81 % (у 1996 р. — 81,9 %), вміли читати 80,8 % (у 1996 р. — 77,8 %), вміли писати 54,6 % (у 1996 р. — 50,5 %). Не розуміли каталанської мови 3,4 %.

## Політичні уподобання
У виборах до Парламенту Каталонії у 2006 р. взяло участь 2.201 особа (у 2003 р. — 2.325 осіб). Голоси за політичні сили розподілилися таким чином:
| \| Вибори до Парламенту Каталонії \| Вибори до Парламенту Каталонії \| Вибори до Парламенту Каталонії \| \| Рік \| 2006 р. \| 2003 р. \| \| -------------------------------------- \| ------------------------------ \| ------------------------------ \| \| Конвергенція та Єднання (CiU) \| 35,3 % \| 36 % \| \| Соціалістична партія Каталонії (PSC) \| 27 % \| 30,6 % \| \| Народна партія (PP) \| 10,5 % \| 11,8 % \| \| Ініціатива за Каталонію — Зелені (ICV) \| 5 % \| 3,2 % \| \| Республіканська лівиця Каталонії (ERC) \| 15 % \| 17,5 % \| \| Громадяни — Громадянська партія (C's) \| 5,4 % \| 0 % \| \| Інші \| 1,8 % \| 0,8 % \| |         |         |
| Вибори до Парламенту Каталонії |         |         |
| Рік | 2006 р. | 2003 р. |
| Конвергенція та Єднання (CiU) | 35,3 %  | 36 %    |
| Соціалістична партія Каталонії (PSC) | 27 %    | 30,6 %  |
| Народна партія (PP) | 10,5 %  | 11,8 %  |
| Ініціатива за Каталонію — Зелені (ICV) | 5 %     | 3,2 %   |
| Республіканська лівиця Каталонії (ERC) | 15 %    | 17,5 %  |
| Громадяни — Громадянська партія (C's) | 5,4 %   | 0 %     |
| Інші | 1,8 %   | 0,8 %   |

У муніципальних виборах у 2007 р. взяло участь 2.592 особи (у 2003 р. — 2.664 особи). Голоси за політичні сили розподілилися таким чином:
| \| Муніципальні вибори \| Муніципальні вибори \| Муніципальні вибори \| \| Рік \| 2007 р. \| 2003 р. \| \| -------------------------------------- \| ------------------- \| ------------------- \| \| Конвергенція та Єднання (CiU) \| 52,1 % \| 54,9 % \| \| Соціалістична партія Каталонії (PSC) \| 20,6 % \| 17,1 % \| \| Народна партія (PP) \| 2,7 % \| 3,8 % \| \| Ініціатива за Каталонію — Зелені (ICV) \| 0 % \| 0 % \| \| Республіканська лівиця Каталонії (ERC) \| 12,9 % \| 12,5 % \| \| Громадяни — Громадянська партія (C's) \| 0 % \| 0 % \| \| Інші \| 11,7 % \| 11,8 % \| |         |         |
| Муніципальні вибори |         |         |
| Рік | 2007 р. | 2003 р. |
| Конвергенція та Єднання (CiU) | 52,1 %  | 54,9 %  |
| Соціалістична партія Каталонії (PSC) | 20,6 %  | 17,1 %  |
| Народна партія (PP) | 2,7 %   | 3,8 %   |
| Ініціатива за Каталонію — Зелені (ICV) | 0 %     | 0 %     |
| Республіканська лівиця Каталонії (ERC) | 12,9 %  | 12,5 %  |
| Громадяни — Громадянська партія (C's) | 0 %     | 0 %     |
| Інші | 11,7 %  | 11,8 %  |